# Ashley Long
Ashley Long (Londra, 8 giugno 1979) è un'ex attrice pornografica britannica.

## Biografia
Ashley è cresciuta in una fattoria in Inghilterra. Da bambina passava molto tempo con i cavalli, e ancora adesso adora questi animali. Addirittura partecipò, in gioventù, ad alcune gare di equitazione. Dopo aver svolto vari tipi di lavoro alla fattoria, cresciuta, cominciò a lavorare in un magazzino guidando carrelli elevatori, per poi finire a fare la cameriera nel noto club londinese Stringfellows.
Suo padre si è sempre detto estasiato della scelta professionale della figlia.
A vent'anni, Ashley vide un annuncio su un quotidiano locale per modelle di nudo, topless e fashion, e decise di fare una prova.
Dopo qualche lavoro a livello amatoriale, cominciò a spedire foto alle agenzie. Questo la portò al suo primo film porno con Ben Dover, un'esperienza che scosse profondamente i suoi nervi, ma che in fin dei conti trovò piacevole. Seguirono altri lavori, e fino ad oggi è apparsa in più di 210 film.
Arrivata negli Stati Uniti, comparve presto in alcuni gonzo, nei quali prese parte in scene di sesso anale di gruppo. Pochissimi fra i suoi film contengono scene inter-razziali.
Ashley dirige anche una palestra in Gran Bretagna.

## Riconoscimenti
- AVN Awards
  - 2004 – Best Couples Sex Scene (film) per Compulsion con Kurt Lockwood[2]
  - 2004 – Best Group Sex Scene (video) per Back 2 Evil con Julie Night, Manuel Ferrara e Nacho Vidal[3]
- XRCO Award
  - 2003 Best Single Performance, Actress per Compulsion[4]

## Filmografia
- Anal Excursions 1 (2002)
- Assficianado 1 (2002)
- Backseat Driver 15 (2002)
- Barefoot Confidential 18 (2002)
- Black Cravings 11 (2002)
- Black Dicks In White Chicks 3 (2002)
- Blonde Jokes (2002)
- Breakin' 'Em In 2 (2002)
- British Glam Sluts 3 (2002)
- British Glam Sluts 5 (2002)
- Buffy Malibu's Nasty Girls 27 (2002)
- Campus Confessions 2 (2002)
- Caution Your Azz is In Danger 4 (2002)
- Cream Filling 1 (2002)
- Cum Dumpsters 1 (2002)
- Cum Swapping Sluts 2 (2002)
- Dirty Newcummers 11 (2002)
- Down the Hatch 9 (2002)
- DP's and Orgies 2 (2002)
- Duchess (2002)
- Dumb Blonde (2002)
- Erotic Intentions (2002)
- Fast Times at Deep Crack High 6 (2002)
- Fat Fucker (2002)
- Fetish 2: Are You Human (2002)
- Filthy Little Whores 5 (2002)
- Four Finger Club 21 (2002)
- Gang Bang 2 (2002)
- Gangland 32 (2002)
- Good Girl Bad Girl (2002)
- Group Thing 1 (2002)
- Grrl Power 10 (2002)
- Gutter Mouths 27 (2002)
- Heavy Metal 3 (2002)
- Heist 2 (2002)
- Hercules (2002)
- Hot Bods And Tail Pipe 24 (2002)
- Hot Rods (2002)
- Hot Showers 8 (2002)
- Initiations 10 (2002)
- Iron Maidens 1 (2002)
- It's Cumming (2002)
- Just Say No (2002)
- Kung-fu Girls 3 (2002)
- Lewd Conduct 15 (2002)
- Little Lace Panties 1 (2002)
- Lust Detective (2002)
- Malibu Blue (2002)
- Merger (2002)
- Mind of A Horny Woman 1 (2002)
- Multi Angle Sex 2 (2002)
- Nasty Nymphos 34 (2002)
- Negro In Mrs. Jones 1 (2002)
- New Girls in Town 4 (2002)
- No Man's Land 37 (2002)
- Passion 2 (2002)
- Peach Fuzz (2002)
- Perverted POV 5 (2002)
- Perverted Stories 34 (2002)
- Pump Friction (2002)
- Pussyman's Ass Busters 4 (2002)
- Real College Girls 4 (2002)
- River (2002)
- Romantic Movie? (2002)
- Runaway Butts 4 (2002)
- Runaway Sluts Exposed 4 (2002)
- Runaway Teens (2002)
- Screaming Orgasms 5 (2002)
- Shave Me Down 2 (2002)
- Sleaze Show (2002)
- Snoop Dogg's Hustlaz: Diary of a Pimp (2002)
- Specs Appeal 6 (2002)
- Spring Chickens 1 (2002)
- Tall Chicks Short Studs (2002)
- Teacher's Pet 2 (2002)
- Teen Patrol 2 (2002)
- There's Something About Jack 21 (2002)
- They Make Me Do Things 1 (2002)
- To The Manor Porn (2002)
- Train My White Ass 1 (2002)
- Un-natural Sex 8 (2002)
- V-eight 5 (2002)
- V-eight 6 (2002)
- Virgin Canvas (2002)
- Wildlife Anal Contest 2002 (2002)
- YA 26 (2002)
- Young As They Cum 4 (2002)
- Young Wet and Wild 1 (2002)
- 5 Guy Cream Pie 3 (2003)
- 6 Black Sticks 1 White Trick 2 (2003)
- All Natural 13 (2003)
- Anal Away Days 5: Road Trip To Essex (2003)
- Anal Instinct 1 (2003)
- Anal Kinksters 2 (2003)
- Ass Lovers Delight (2003)
- Ass Slaves (2003)
- Ass Stretchers 3 (2003)
- Assploitations 2 (2003)
- ATM Machine 1 (2003)
- Babes in Pornland 15: British Babes (2003)
- Back 2 Evil 1 (2003)
- All Natural 13 (2003)
- Anal Away Days 5: Road Trip To Essex (2003)
- Anal Instinct 1 (2003)
- Anal Kinksters 2 (2003)
- Ass Lovers Delight (2003)
- Ass Slaves (2003)
- Ass Stretchers 3 (2003)
- Assploitations 2 (2003)
- ATM Machine 1 (2003)
- Babes in Pornland 15: British Babes (2003)
- Back 2 Evil 1 (2003)
- Barely Legal 36 (2003)
- Beautiful (2003)
- Big Ass Anal Exxxstravaganza (2003)
- Bizarre Peroxide Tales (2003)
- Black on White Crime 1 (2003)
- Blow Me Sandwich 1 (2003)
- Bottom Feeders 6 (2003)
- Butt A Bang (2003)
- Coed Covergirls 2 (2003)
- College Cunts (2003)
- Compulsion (2003)
- Cum Dumpsters 2 (2003)
- Cum Dumpsters 3 (2003)
- Cum Dumpsters 4 (2003)
- Cumback Pussy 49 (2003)
- Cumstains 1 (2003)
- Deep Oral Teens 10 (2003)
- Deep Throat This 14 (2003)
- Double Dippin (2003)
- Double Stuffed 1 (2003)
- Dripping Wet Pink 4 (2003)
- Droppin' Loads 1 (2003)
- Eighteen 'N Interracial 8 (2003)
- Everybody Wants Some 5 (2003)
- Extreme Penetrations 4 (2003)
- Fast Cars (2003)
- Fetish 3: I Know Your Dreams (2003)
- Fetish Circus (2003)
- Flirts 5 (2003)
- Four X Four 1 (2003)
- Fresh Meat 16 (2003)
- Gomorrah Club (2003)
- Hard Days at the Orifice (2003)
- I Got DP Gangbanged 2 (2003)
- I Like It Black and Deep in My Ass 1 (2003)
- Illumination (2003)
- Immature Encounters 5 (2003)
- Internal Cumbustion 1 (2003)
- Interracial Cream Pie 1 (2003)
- Interracial Love Stories (2003)
- Into Dreams (2003)
- Jesse Jane: Erotique (2003)
- Just Anal Sex 1 (2003)
- Kelly the Coed 16 (2003)
- Lessons In Lust 2 (2003)
- Mandy the Perfect Gift (2003)
- More Dirty Debutantes 262 (2003)
- Naked Hollywood 17: Lights, Camera, Action (2003)
- Natural Teens 1 (2003)
- Naughty Bottoms 2 (2003)
- Nut Busters 1 (2003)
- Nut Busters 2 (2003)
- Operation: Anal Freedom (2003)
- Pop 1 (2003)
- Pornstar 1 (2003)
- Post Modern Love (2003)
- Private Sports 3: Desert Foxxx (2003)
- Puritan Magazine 46 (2003)
- Pussy is Not Enough (2003)
- Pussy Patrol 1 (2003)
- Race Mixers (2003)
- Real Female Orgasms 4 (2003)
- Screw My Wife Please 35 (She's So Naughty) (2003)
- Search and Destroy 2 (2003)
- Service Animals 14 (2003)
- Shane's World 33: Down For Whatever (2003)
- Sole Sistas 2 (2003)
- Soloerotica 2 (2003)
- Sticky Side Up 8 (2003)
- Still Talkin' 'bout White Chix (2003)
- Street Heat 1 (2003)
- Stuffed Hard (2003)
- Talkin' 'bout White Chix (2003)
- Teen Patrol 4 (2003)
- Ten Little Piggies 2 (2003)
- Throat Gaggers 4 (2003)
- Top Guns 1 (2003)
- Total Babe 1 (2003)
- Total Exposure (2003)
- UK Student House 6 (2003)
- Vice Girls 2 (2003)
- Voyeur 25 (2003)
- Wicked Sex Party 6 (2003)
- Wild On Sex 2 (2003)
- Women in Uniform (2003)
- Young Euro Fever (2003)
- Young Sluts, Inc. 11 (2003)
- Young Wet and Wild 2 (2003)
- 8th Sin (2004)
- Adult Video News Awards 2004 (2004)
- Adventures of Dirty Dog 1: Give a Dog a Bone (2004)
- Anal Aliens (2004)
- Anal Life 1 (2004)
- Anal Retentive 1 (2004)
- Anal Thrills 2 (2004)
- Art Of Anal 1 (2004)
- Art Of Anal Group Sex (2004)
- Art of Double Penetration (2004)
- Art Of Oral Group Sex (2004)
- Assentials (2004)
- Assfensive 1 (2004)
- Assficianado 6 (2004)
- Bang That Bitch 5 (2004)
- Belladonna's Fuck Me (2004)
- Bikini Blowjobs (2004)
- Bitch 1 (2004)
- Blonde Eye for the Black Guy 2 (2004)
- Blowjob Mania (2004)
- Capital Punishment (2004)
- Contestants (2004)
- Dawn (2004)
- Delilah (2004)
- Dirty Little Devils 2 (2004)
- Double Penetration 1 (2004)
- Droppin' Loads 3 (2004)
- Droppin' Loads 4 (2004)
- Faraway (2004)
- Fetish Desire 1 (2004)
- Fetish Desire 2 (2004)
- Gangbang Girl 35 (2004)
- Gathering Of Thoughts (2004)
- Girls Only Club (2004)
- He Said She Said (2004)
- Hook-ups 5 (2004)
- I Like It Black and Deep in My Ass 5 (2004)
- If It Ain't Black Take It Back 1 (2004)
- Jack's Anal Initiations 1 (2004)
- Just 18 (Comp) (2004)
- Kick Ass Chicks 16: Ashley Long (2004)
- KSEX Games 2004 (2004)
- Lair Of Sin (2004)
- Latex Nurses (2004)
- Lighter Side of Heather (2004)
- Lipstick Erotica (2004)
- Liquid Gold 9 (2004)
- Load In Every Hole 9 (2004)
- Mayhem Massacre (2004)
- No Man's Land 38 (2004)
- Nut Busters 3 (2004)
- Opposites Attract (2004)
- Oral Adventures of Craven Moorehead 20 (2004)
- Perfect Kiss (2004)
- Pink Slip (2004)
- Portrait (2004)
- Road Trixxx 1 (2004)
- Room for Rent (2004)
- Roxxxi Red (2004)
- Screw My Wife Please: Collectors Edition 4 (2004)
- Sentenced (2004)
- Squirting 101 3 (2004)
- Sweet Obscenities (2004)
- Taboo 1 (2004)
- Taking Flight 1 (2004)
- Tera Tera Tera (2004)
- Throat Yogurt 1 (2004)
- UK Student House 11 (2004)
- UK Student House: The Best Of Anal and DP 2 (2004)
- V-eight 12 (2004)
- Wild Cherries 3 (2004)
- A Day in the Life (2005)
- Anal And DP 2 (2005)
- Barely Legal All Stars 4 (2005)
- Beach Patrol (2005)
- Blondes Asses And Anal (2005)
- Darkside (2005)
- Deep in Malezia (2005)
- Doggy Style (2005)
- Girls Gone Black 1 (2005)
- Gold Label (2005)
- Greatest Anal Orgy (2005)
- Grudgefuck (2005)
- Hungry For Ass (2005)
- Like Sisters (2005)
- Little Tit Lesbos 2 (2005)
- My Neighbors Daughter 11 (2005)
- Nailed With Cum 2 (2005)
- Naked Red Lips (2005)
- Naturally Delicious (2005)
- Pure Filth 1 (2005)
- Road Trixxx 3 (2005)
- Sex Illusions 1 (2005)
- Spending The Night With Savanna (2005)
- Anal and DP Extravaganza 2 (2006)
- Breast Obsessed (2006)
- Deep Indulgence (2006)
- Hot Caress (2006)
- MILF Obsession 1 (2006)
- Model Citizen (2006)
- My Dream Cum Black (2006)
- My First MILF 1 (2006)
- Oral Support (2006)
- Smother Sisters (2006)
- Tight Blonde Assholes (2006)
- X-Cheerleaders Gone Fuckin' Nuts 3 (2006)
- Young Tight Amateurs 1 (2006)
- Anal Debauchery 1 (2007)
- Anal Ultimatimum (2007)
- Best of British (2007)
- Buffy Malibu's Nasty Girls 35 (2007)
- Butt I Like It (2007)
- Dark Secrets (2007)
- Filthy Cum Swappers (2007)
- Interracial Madness 3 (2007)
- Jim Powers: Master of Perversion 1 (2007)
- Love To Fuck 3 (2007)
- MILF Fixation 1 (2007)
- My First Lesbian Experience 2 (2007)
- My Neighbor is a Porn Star (2007)
- Sex Addicts 3 (2007)
- Viva La Van (2007)
- X Cuts: Drilled 1 (2007)
- 50 State Masturbate (2008)
- Award Winning Anal Scenes 3 (2008)
- Double Anal Delight (2008)
- No Boys, No Toys 2 (2008)
- Creamy Faces 2 (2009)
- Jenna Confidential (2009)
- Man Of Steel (2009)
- Group Sluts (2010)
- Built To Fuck: Sexy Coeds In Heat (2011)
- Superstar Talent (2011)
- Me And My BFF Threeway (2012)
- Black 14 Inch Cock Anal Initiations (2013)
- Please Park It In My Rear 2 (2013)